# روبرت كي. كوربن
روبرت كي. كوربن هو محامي وسياسي أمريكي، ولد في 17 نوفمبر 1928 في ورثينجتون في الولايات المتحدة. نشط حزبياً في الحزب الجمهوري.